# Humor cinco estrellas
Humor cinco estrellas fue un programa español de televisión, emitido por la cadena Telecinco entre 1991 y 1993.

## Formato
Programado las noches del sábado en horario de Prime time, venía a ocupar el hueco en la programación dejado por su predecesor Tutti Frutti.
El espacio era una combinación de entrevistas en tono desenfadado, sketches humorísticos y emisión de sitcoms como Cheers, El nuevo Benny Hill o Apartamento para tres.
Desde el 20 de marzo de 1992, el espacio contó también con actuaciones musicales, siendo Lola Flores la primera invitada al plató
Durante la temporada 1992-1993, y tras la cancelación de Tutti Frutti, programa del que procedían, las conocidas Mama Chicho se incorporaron al programa.

## Presentadores
La primera presentadora del programa fue la ventrílocua Mary Carmen, acompañada de la muñeca Doña Rogelia.
A partir del programa que se emitió el 15 de febrero de 1992, la presentación pasó a manos de los actores Quique Camoiras y Juanito Navarro, que se mantuvieron hasta la cancelación definitiva del programa casi un año después
Desde noviembre de 1992 y durante unos meses la vedette, María José Cantudo colaboró en las tareas de presentación.